# Д’Аморе, Эва
Э́ва Д’Амо́ре (итал. Eva D'Amore; 18 сентября 1981, Кьети, Италия) — итальянская гимнастка, участница летних Олимпийских игр 2000 года. Приняла участие в соревнованиях по художественной гимнастике в группах.

## Спортивная биография
Художественной гимнастикой Эва Д’Аморе начала заниматься в родном городе Кьети в известном клубе Armonia Chieti. Самым крупным спортивным достижением в карьере Эвы стало участие в летних Олимпийских играх 2000 года в Сиднее. Д’Аморе выступила в составе сборной Италии в командном первенстве. В финале итальянские гимнастки набрали 38,483 баллов и заняли 6-е место.
После завершения спортивной карьеры некоторое время работала тренером в национальной сборной Италии по художественной гимнастике.